# Le Feu (film, 1916)
Pour les articles homonymes, voir Le Feu.

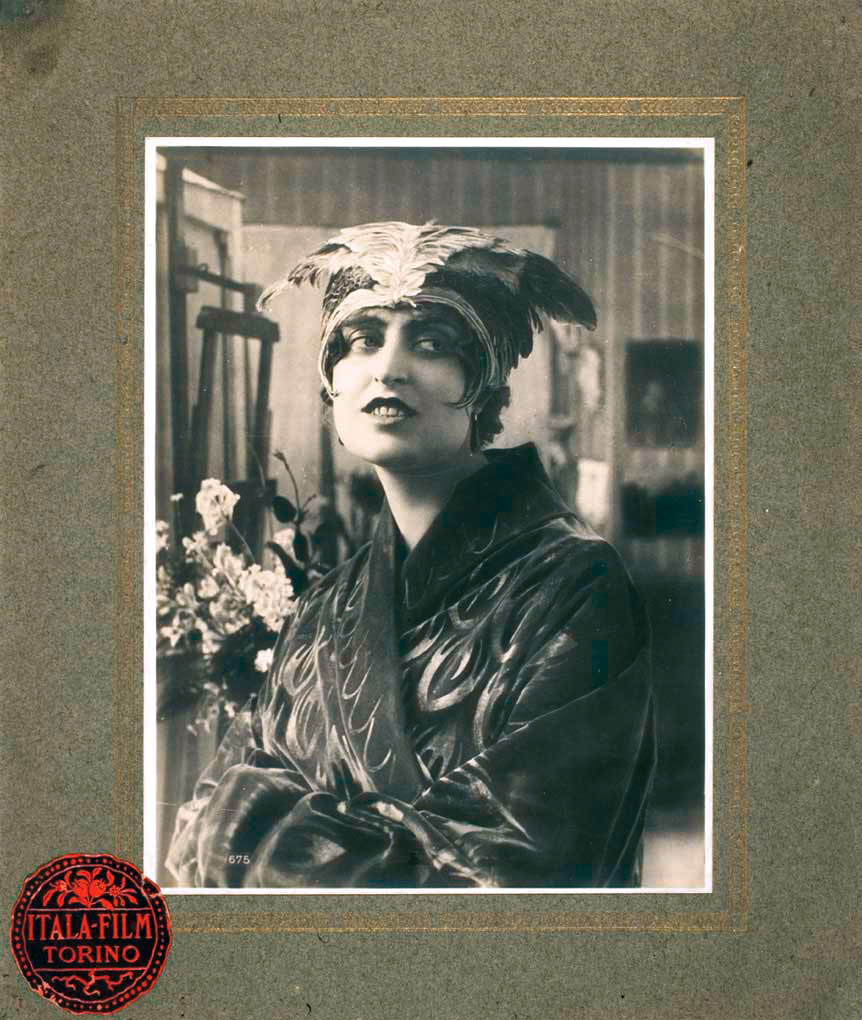
Photographie publicitaire pour le film Le Feu (Il fuoco), 1916

Le Feu (italien : Il fuoco) est un film muet italien réalisé par Giovanni Pastrone, sorti en 1916. Il est inspiré du le roman Le Feu de Gabriele D'Annunzio.

## Synopsis
Le film est divisé en trois parties :
- L'Étincelle (La favilla)
- La Flambée (La vampa)
- Les Cendres (La cenere)

Mario, peintre inconnu, est obsédé par la rencontre avec une poétesse célèbre, à tel point qu'il ne peut plus peindre. La femme convainc le peintre de quitter sa mère  et de vivre avec elle dans son manoir. Vivant avec sa bien-aimée, l'homme trouve l'inspiration et atteint la célébrité avec ses œuvres, mais la poétesse reçoit un télégramme l'avertissant du retour de son mari et s'éloigne de son amant.

## Fiche technique
- Titre original : Il fuoco
- Réalisateur : Giovanni Pastrone
- Scénario : Giovanni Pastrone, Febo Mari
- Photographie : Segundo de Chomón
- Production : Itala Film
- Format : film muet en noir et blanc
- Durée : 45 min
- Pays :  Royaume d'Italie
- Date de sortie : 7 avril 1916

## Distribution
- Pina Menichelli : poétesse
- Febo Mari : le peintre Mario Alberti
- Felice Minotti